# Filicaleyrodes williamsi
Filicaleyrodes williamsi es un hemíptero de la familia Aleyrodidae, subfamilia: Aleyrodinae.
Fue descrita científicamente por primera vez por Trehan en 1938.